# Asperoteuthis acanthoderma
Asperoteuthis acanthoderma (Lu, 1977) è una specie di calamaro appartenente alla famiglia Chiroteuthidae.

## Descrizione
A. acanthoderma è caratterizzato da tubercoli cutanei appuntiti e da un apparato di bloccaggio dell'imbuto a forma di Y. Il mantello è lungo e sottile, con una consistenza semi-gelatinosa e una pigmentazione viola scura. La specie presenta braccia lunghe e sottili, con ventose dotate di denticoli arrotondati. Le pinne formano una struttura ovale allungata, contribuendo alla sua capacità di nuoto.
Gli esemplari di A. acanthoderma possono raggiungere dimensioni notevoli. Il più grande registrato aveva una lunghezza del mantello di 78 cm, mentre un altro esemplare di 45 cm presentava tentacoli lunghi oltre 5,5 metri, rendendolo uno dei cefalopodi più lunghi conosciuti.

## Distribuzione e habitat
Il primo esemplare di A. acanthoderma è stato descritto nel 1977 nel Mar di Celebes. Successivamente, la specie è stata segnalata in diverse regioni, tra cui le acque al largo di Okinawa, le Hawaii, il Golfo del Messico e lo Stretto della Florida. Nel 2015, è stata riportata la prima registrazione di questa specie nel Mar Arabico, ampliando la sua distribuzione conosciuta.
La specie è stata rinvenuta in diverse località oceaniche, suggerendo una distribuzione cosmopolita nelle acque profonde. Tuttavia, a causa della rarità degli avvistamenti e della difficoltà nel campionamento degli habitat profondi, le informazioni sulla sua biologia e sul suo comportamento rimangono limitate.

## Biologia
La dieta di A. acanthoderma non è ben documentata, ma si presume che, come altri calamari oceanici, si nutra di piccoli pesci e altri organismi pelagici. La specie è anche preda di vari predatori marini, tra cui capodogli, squali e uccelli marini.

## Tassonomia
Studi tassonomici hanno evidenziato la presenza di tubercoli cutanei cartilaginei su mantello, testa e braccia, una caratteristica distintiva della specie. Inoltre, l'apparato di bloccaggio dell'imbuto a forma di Y rovesciata è un elemento chiave per la sua identificazione.